# Балицький Віктор Сергійович
Ві́ктор Сергі́йович Балицький (16 квітня 1937, Кислиця — 17 червня 2014, Київ) — український науковець, інженер-будівельник. Доктор технічних наук, професор. Директор НДІ будівельного виробництва (1991—2007), віце-президент АБУ.

## З життєпису
Народився 16 квітня 1937 року у селі Кислиця на Одещині.
У 1959 році закінчив Київський інститут інженерів водного господарства.
З 1963 по 1978 роки — співробітник Міністерства промислового будівництва УРСР, керівник Головного управління з будівництва підприємств машинобудування.

Могила Віктора Балицького, Байкове кладовище

З 1978 року до кінця життя — співробітник НДІ будівельного виробництва, з 1991 по 2007 роки — директор інституту.
Лауреат — в складі колективу — Державної премії України в галузі науки і техніки 1998 року — «за розроблення, організацію серійного виробництва і масового впровадження у будівництво України вітчизняних полімерних герметизуючих та гідроізоляційних матеріалів».
Головний редактор журналу «Нові технології в будівництві».
Помер на 78-му році життя 17 червня 2014 року. Похований у колумбарії Байкового кладовища.